# 造波抵抗
造波抵抗（ぞうはていこう、英: Wave drag）は水の上を動く物体が受ける抵抗の1つである。造波抵抗は、英国の流体力学の科学者で船舶設計者でもあったウィリアム・フルード（William Froude、1810 - 1879）が考案したフルード数によって分析された。水の上を動く物体とは多くが船であるため、以下では簡単のために船で説明する。
船が航走する時の抵抗は次の3つに分解出来る。
- 造波抵抗
- 粘性圧力抵抗
- 粘性摩擦抵抗

船が低速で航走している時は船が受ける抵抗の主体は粘性摩擦抵抗であるが、速度が上がれば造波抵抗が主体となってくる。粘性摩擦抵抗は船体周囲の水流と船体表面の摩擦による抵抗である。粘性圧力抵抗は後部で渦を作る時の圧力差によって後ろに引かれる抵抗である。造波抵抗は船の航走時に波を作るためにエネルギーが失われるために生じる抵抗であり、船の速度の2乗に比例して増す。

## 造波抵抗係数

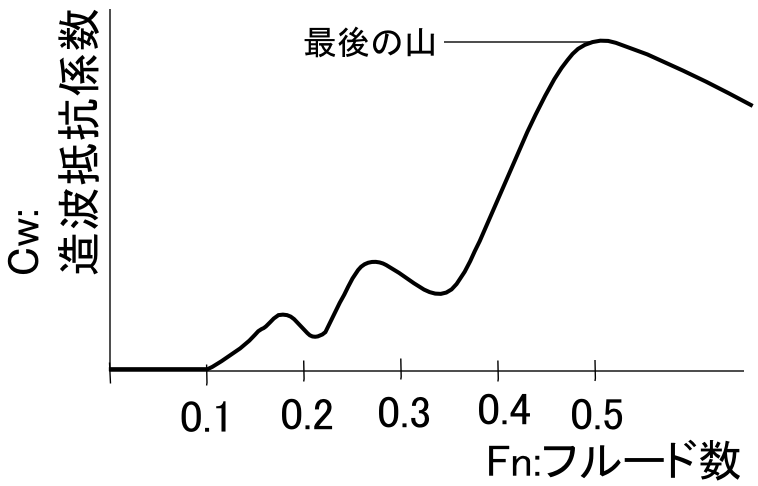
造波抵抗係数とフルード数の関係
フルード数が0.5を越えると造波抵抗係数は最後の山を越えてあとは減少する。

造波抵抗自体は圧力の次元を持つが、これを無次元化して以下の数式で表される造波抵抗係数 Cw が扱われる。
{\displaystyle C_{\mathrm {w} }={\frac {R_{\mathrm {w} }}{(\sigma SV^{2}/2)}}}
ここで、Rw ：造波抵抗、σ：水の密度、S ：船体の浸水表面積、V ：船の速度である。
考察対象が船の場合は、フルード数に対して造波抵抗係数は一義的に決まる。フルード数が0.5を越えると造波抵抗係数は最大値から減少する。

## 航空力学における造波抵抗
造波抵抗の概念は、水類似によって拡張され、大気中を飛行する航空機においても適用される。飛行速度が音速に達する場合、大気の圧縮により衝撃波が形成され、それにより造波抵抗が発生する。航空機における造波抵抗は、その値が音速付近で急速に増大するため、音速前後で発生するその他の問題（境界層剥離など）も含めて「音の壁」「音速の壁」と呼ばれることもある。
この場合、速度を表す無次元数にはフルード数の代わりにマッハ数が用いられる。